# Johannisfriedhof (Dresden)
Der zweite Dresdner Johannisfriedhof befindet sich im Stadtteil Tolkewitz in der Wehlener Straße. Mit 24,6 Hektar war er bis zum Anlegen des Heidefriedhofs 1934 der größte Friedhof der Stadt. An den Johannisfriedhof schließt seit 1911 der in kommunaler Hand befindliche Urnenhain Tolkewitz an.

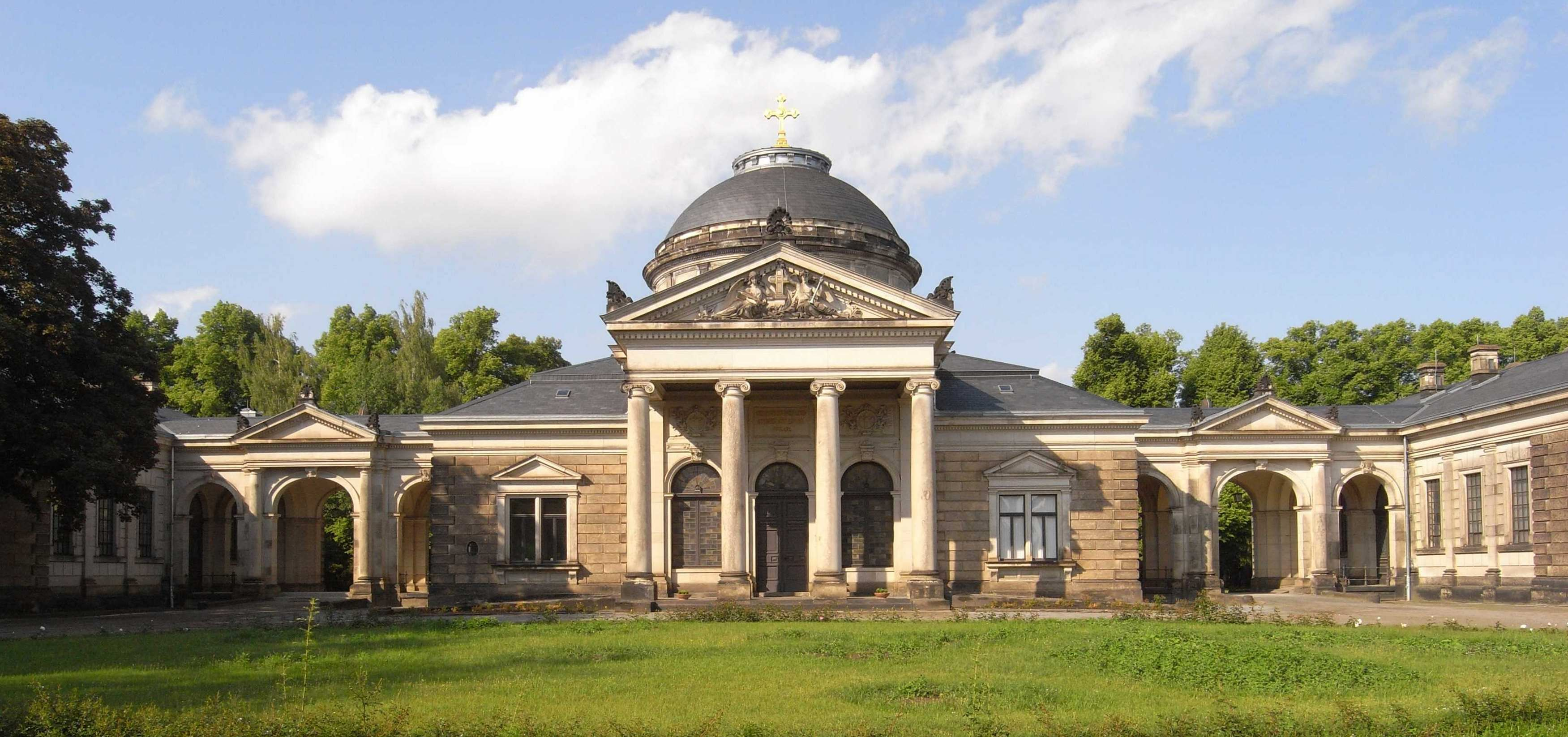
Kapelle des Johannisfriedhofs von Paul Wallot aus dem Jahr 1894

## Geschichte

### Der alte Johanniskirchhof

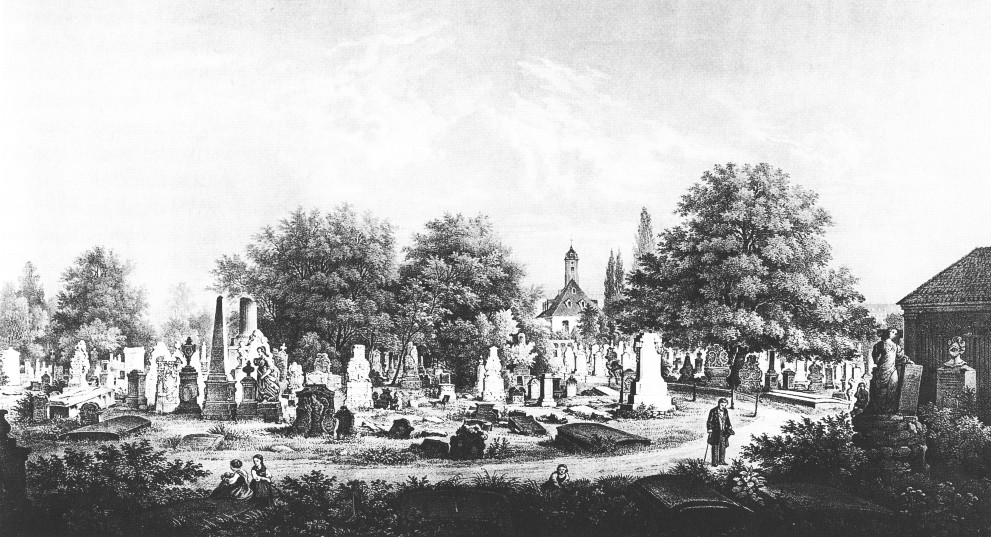
Carl Wilhelm Arldt: Der alte Johanniskirchhof vor seiner Säkularisierung 1858

Der erste Johannisfriedhof wurde 1571 vor dem Pirnaischen Tor als Johanniskirchhof der Begräbniskirche St. Johannis eingeweiht, nachdem der Frauenkirchhof und der Friedhof am Bartholomäus-Hospital zu klein geworden waren. Er erstand auf einem Garten, den der Rat der Stadt für 400 Gulden vom Bürgermeister Hans Walther erworben hatte. Erweiterungen erfolgten 1633 und 1680, als zahlreiche Opfer der Pest ihre letzte Ruhestätte auf dem Friedhof fanden. Im Jahr 1721 folgte eine erneute Erweiterung, der Friedhof fasste nun bereits rund 3000 Gräber, darunter die Ruhestätten von Johann Melchior Dinglinger, George Bähr, Gottfried Silbermann, Anton Graff, Johann Christoph Knöffel und George Quirinus Vitzthum von Eckstädt. Im Jahr 1814 wurde der Friedhof geschlossen und verfiel in den folgenden Jahrzehnten immer mehr, bis die Stadt 1854 seine Säkularisation beschloss. Bis 1858 wurde der Friedhof aufgelöst, einige wenige Gräber wurden auf den Trinitatis- und Eliasfriedhof umgesetzt. Die Gebeine George Bährs wurden in die Katakomben der Frauenkirche überführt, wo sie sich noch heute befinden. Die Gebeine des Malers Johann Eleazar Zeissig wurden auf den Friedhof seines Heimatortes Großschönau umgebettet und auch die Säule seines Grabes dort aufgestellt. An der Stelle des ersten Johannisfriedhofs und der Johanniskirche, die 1860 abgerissen wurde, befindet sich heute die Lingnerallee.

### Der neue Johannisfriedhof

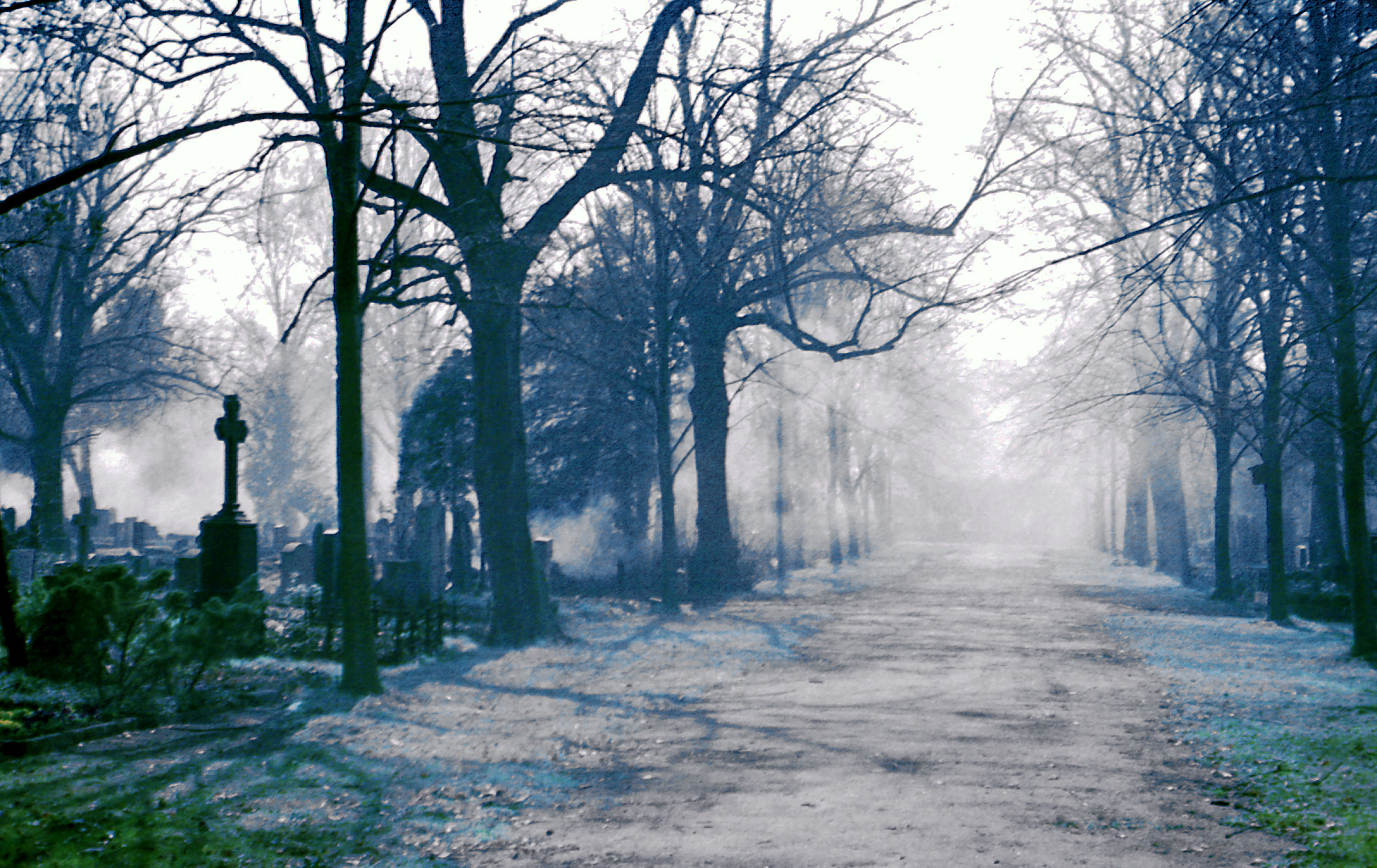
Der Johannisfriedhof 1988

Ein neuer Johannisfriedhof entstand erst rund 15 Jahre später. Im Jahr 1875 erwarb die evangelische Kirche bewaldetes Land im damals eigenständigen Tolkewitz. Dieses ermöglichte aufgrund des sandigen Bodens eine Neuanlage als Friedhof und diente Gemeindemitgliedern der Kreuzkirche und Frauenkirche als Begräbnisstätte. Die Anlage des Friedhofs war bei den Bewohnern von Tolkewitz und Neuseidnitz umstritten und von Bürgerprotesten begleitet.
Bei seiner Einweihung am 16. Mai 1881 war der Johannisfriedhof der größte der Stadt. Seine Anlage orientierte sich an anderen Großstadtfriedhöfen der Zeit, vor allem am 1874 eröffneten Wiener Zentralfriedhof. Die erste Beerdigung fand am 17. Juli 1881 statt. Paul Wallot schuf für den Friedhof eine monumentale Kapelle im Stil der Neorenaissance, die 1894 errichtet wurde. Das Gebäudeensemble besteht aus einer Parentationshalle mit Kuppel sowie zwei Leichenhallen. Es wurde aus Granodiorit und Elbsandstein erbaut; die Kuppel ist mit Tonschiefer gedeckt. In den nächsten Jahren wurden auf dem Friedhof mit Pappeln bepflanzte Alleen angelegt; im Jahr 1909 errichtete man um den Friedhof eine Mauer aus Sandstein.
Eine Jury, der unter anderem auch Margot Käßmann angehörte, vergab am 8. November 2011 den ersten „Bestattungen.de-Award 2011“ und zeichnete den Johannisfriedhof als schönsten Friedhof Deutschlands aus. Kriterien für die Auswahl war dabei „eine bewegte Geschichte, eine vielfältige Gestaltung der Gebäude und Grabmäler sowie eine besondere Atmosphäre“.
Träger des Johannisfriedhof ist das Ärar des Elias-, Trinitatis- und Johannisfriedhofes. Dieses geht zurück auf das 1575 gegründete Johanniskirchenärar. Das Ärar ist ein eigenständiger kirchlicher Träger von Rechten und Pflichten, unabhängig von der Kirchengemeinde, auf deren Gebiet die zugehörigen Friedhöfe liegen.

## Gräber

### Gestein und Künstler

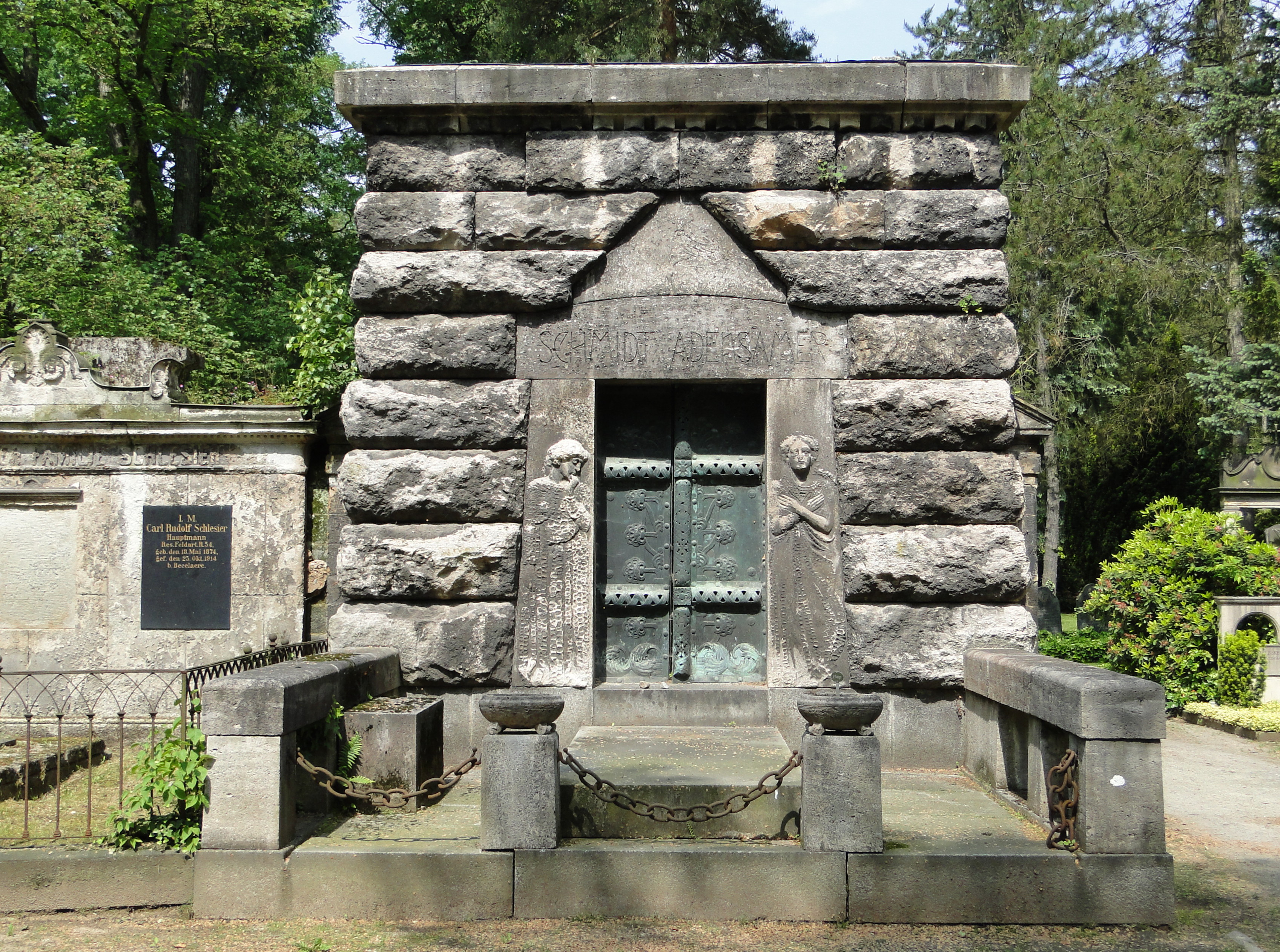
Grabstätte Schmidt Adensamer von Arwed Roßbach und Max Klinger

Auf dem Friedhof lässt sich exemplarisch die Entwicklung von Grabgesteinen im Dresdner Raum nachvollziehen. Waren Grabmäler zunächst vornehmlich aus einheimischen Gesteinsarten, wie Elbsandstein, geschaffen, wurden diese mit der Zeit durch ausländische Gesteine verdrängt. In der Gegenwart findet sich eine Vielzahl an Grabmalgesteinen auf dem Friedhof wieder. Zu einheimischen Gesteinen gehören unter anderem Cottaer und Postaer Sandstein, Roter Meißner Granit, Lausitzer Granit und Lamprophyr sowie Zöblitzer Serpentin. Internationale Gesteine sind unter anderem Russischer Labrador (Ukraine), Schlesischer Sandstein (Polen), Tönsbergit (Norwegen), Carrara-Marmor (Italien) sowie Kalksteine aus Frankreich (Marbre de Boulonnais, Savonnières u. a.).
Einzelne Grabmäler wurden von bekannten Bildhauern geschaffen. Von Robert Diez stammen das Grabmal von Georg Treu aus dem Jahr 1904 sowie die Engelsfigur für die Grabstätte der Familie Ahrenfeld, die er 1894 anfertigte. Paul Wallot schuf die Grabstätte der Schauspielerfamilie Schweighofer, wobei die Grabfigur und die Grabmedaillons von Robert Diez stammen. Die Grabstätte Richter mit einer Christusfigur in Carrara-Marmor wurde von Franz Schwarz geschaffen. Johannes Schilling realisierte die Figuren und Grabmedaillons an der Grabstätte Julius Hermann Pilz, während die Grabstätte Schmidt Adensamer ein Werk von Arwed Roßbach (Architekturentwurf) und Max Klinger (künstlerische Ausführung) ist. Das Relief am Grabmal Seyfert stammt von Julie Genthe.

### Gedenkstätten

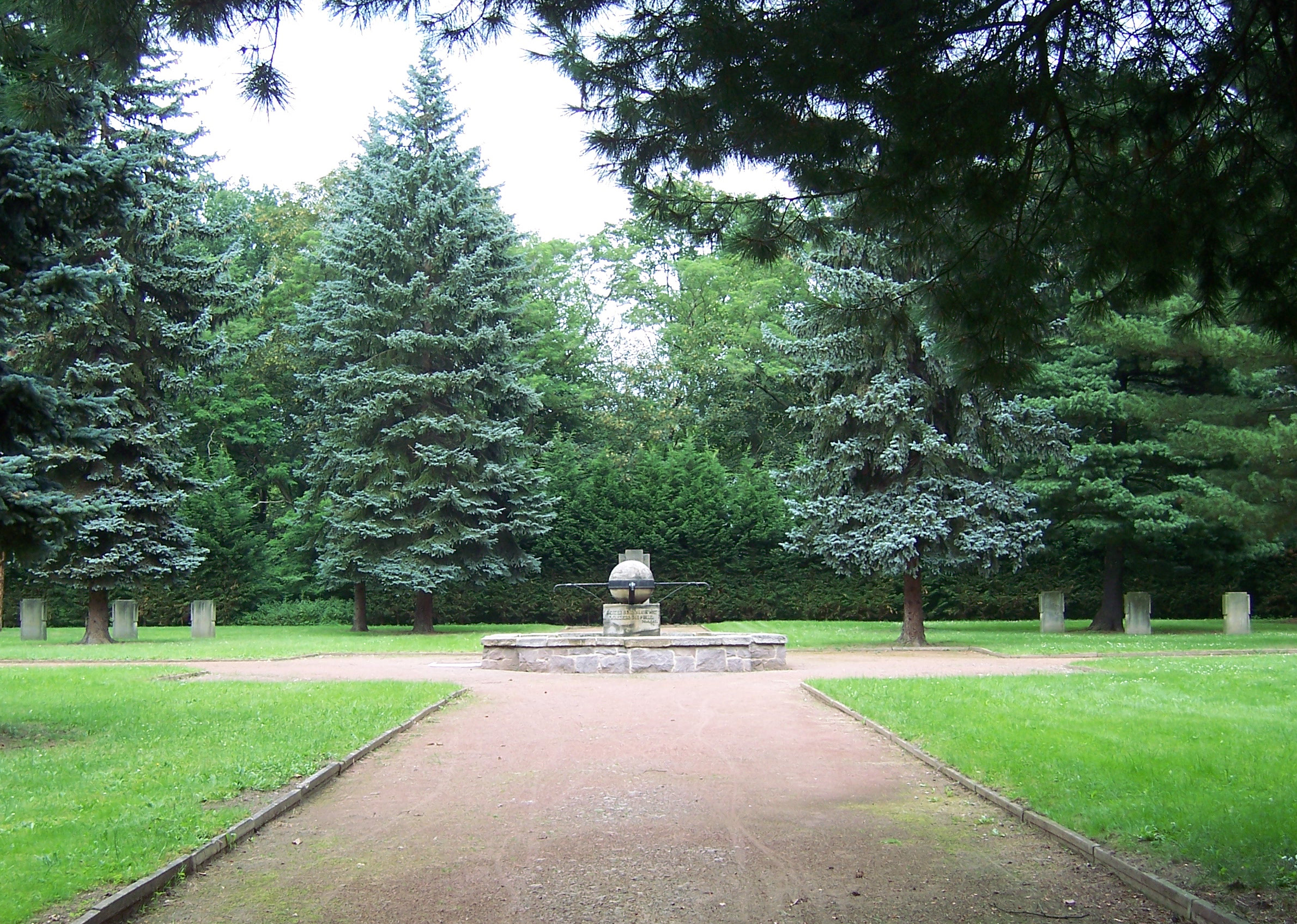
Ehrenhain für die Luftkriegstoten Dresdens (2009)

Auf dem Johannisfriedhof befinden sich verschiedene Gedenkstätten für die Opfer von Krieg und Gewaltherrschaften, so zum Beispiel ca. 14 Grabstätten von Gefallenen des Ersten Weltkriegs sowie 50 von Militärangehörigen des Zweiten Weltkriegs. Ein Gedenkstein erinnert an die Opfer des Keglerheim-Überfalls am 25. Januar 1933. Es fanden 22 Opfer des Kapp-Putsches ihre letzte Ruhestätte auf dem Johannisfriedhof.
Eine zentrale Gedenkstätte mit einer Gedenkmauer aus Varaza-Kalkstein erinnert an 267 tschechoslowakische und polnische Widerstandskämpfer, die überwiegend im Hof des Landgerichts Münchner Platz hingerichtet wurden. Zudem wurden auf dem Johannisfriedhof 44 KZ-Häftlinge aus sechs Nationen sowie 65 Zwangsarbeiter aus drei Nationen beigesetzt. Einige von ihnen sind bei den Luftangriffen auf Dresden ums Leben gekommen.
Nach dem Heidefriedhof ist der Johannisfriedhof die zweitgrößte Begräbnisstätte für die Opfer der Luftangriffe auf Dresden im Februar 1945. Über 3.753 Menschen, Zivil- und Militärpersonen, fanden dabei auf dem Friedhof in Sammel- und Einzelgräbern ihre letzte Ruhe. Bis in die Gegenwart finden Nachbettungen statt, zum Beispiel beim Fund sterblicher Überreste von Luftkriegtoten im Zuge von Bauarbeiten. Der Begräbnisplatz wurde in den 1970er Jahren zu einem Ehrenhain umgestaltet, mit einem Ehrenmal in Kreuzform und saniertem, zentralem Brunnen. Seit Juli 2014 gibt eine Hinweistafel am Ehrenhain (u. a. mit QR-Code) Hintergrundinformationen zur Gedenkstätte.

### Persönlichkeiten
Auf dem Johannisfriedhof finden sich zahlreiche Gräber berühmter Persönlichkeiten. An den Eingängen informieren Friedhofspläne über die Lage der einzelnen Grabstellen bedeutender Personen. Zu den beigesetzten Personen gehören:

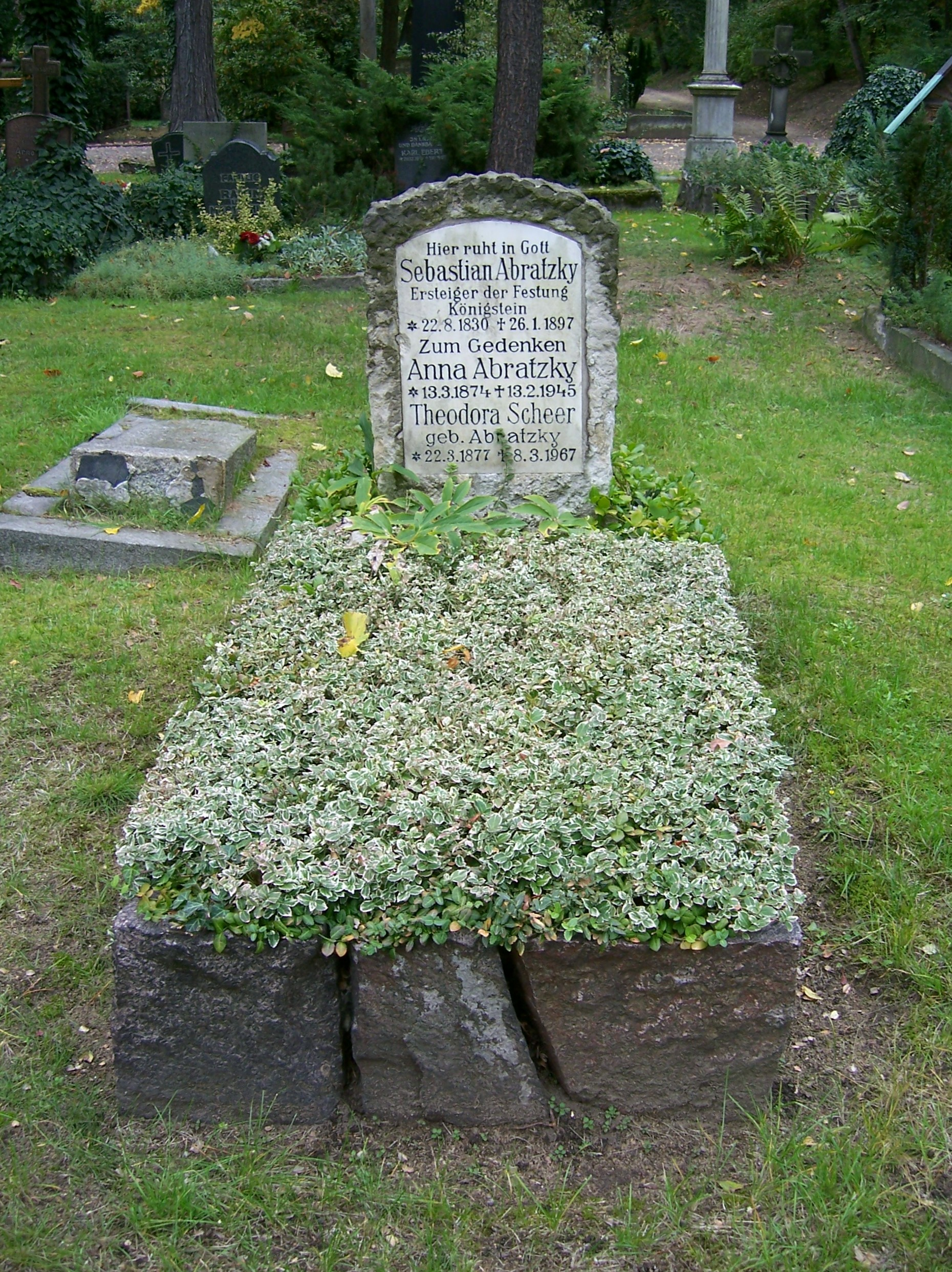
Grab Sebastian Abratzky

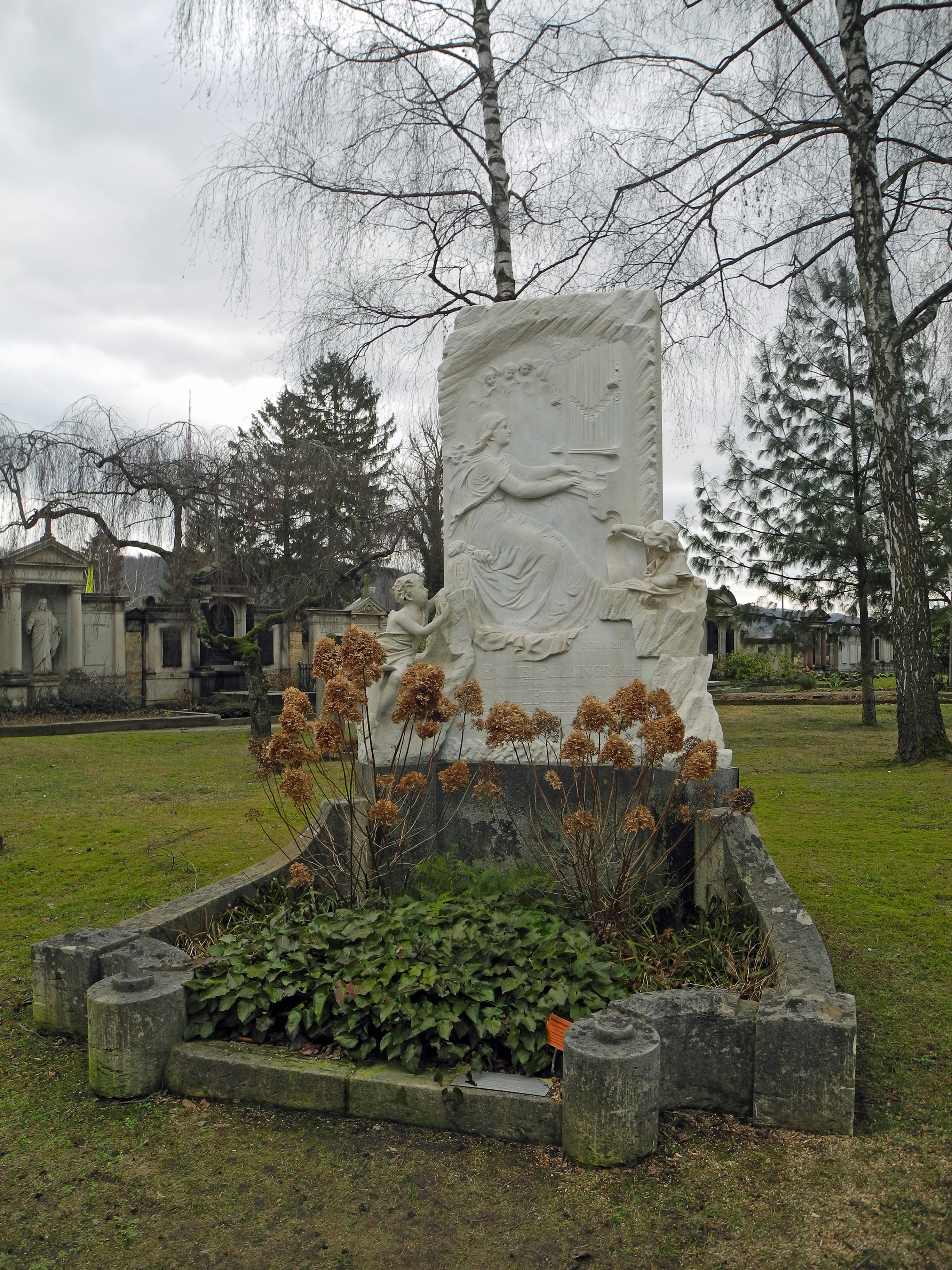
Grab Ewald Bellingrath

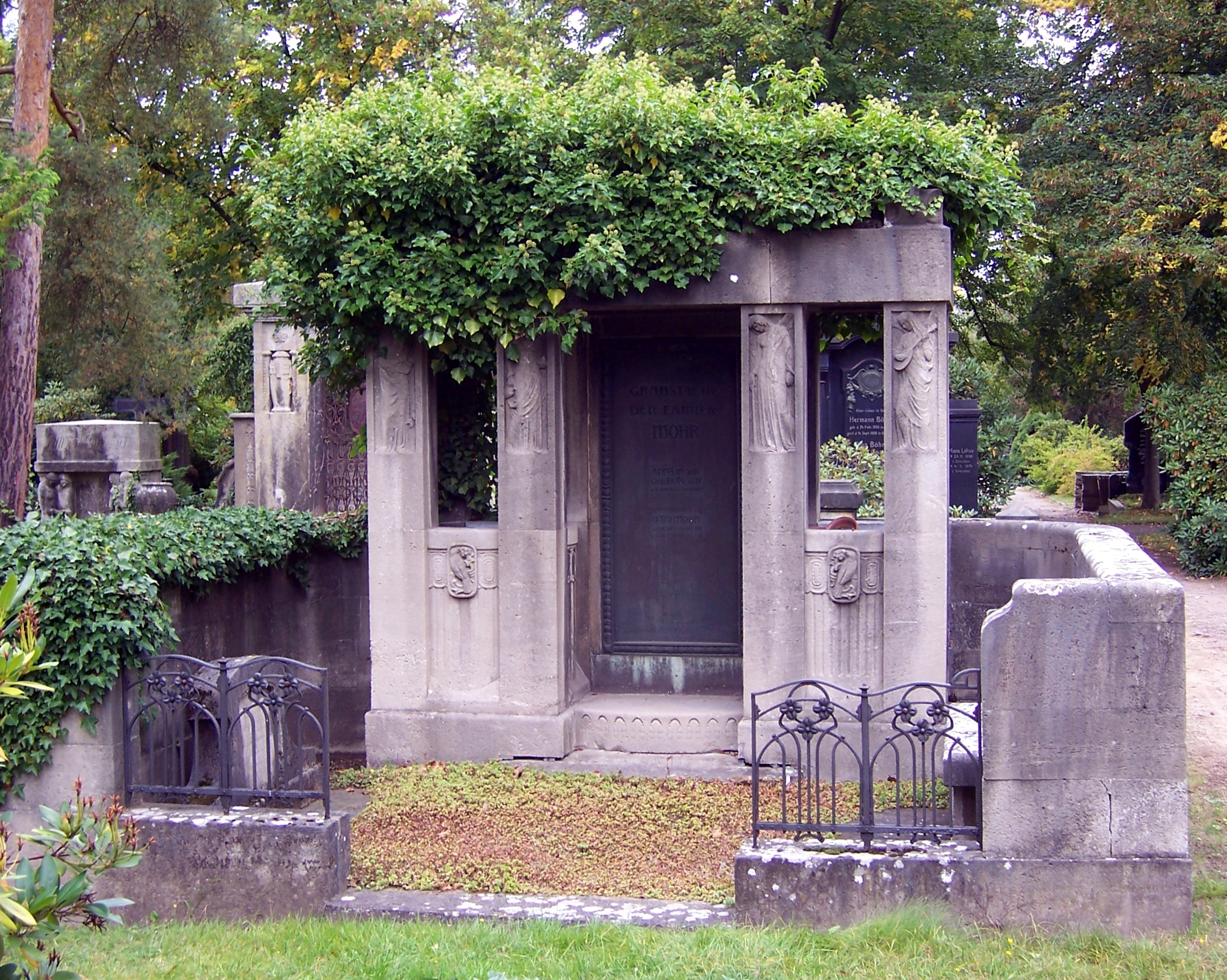
Grab Otto Mohr

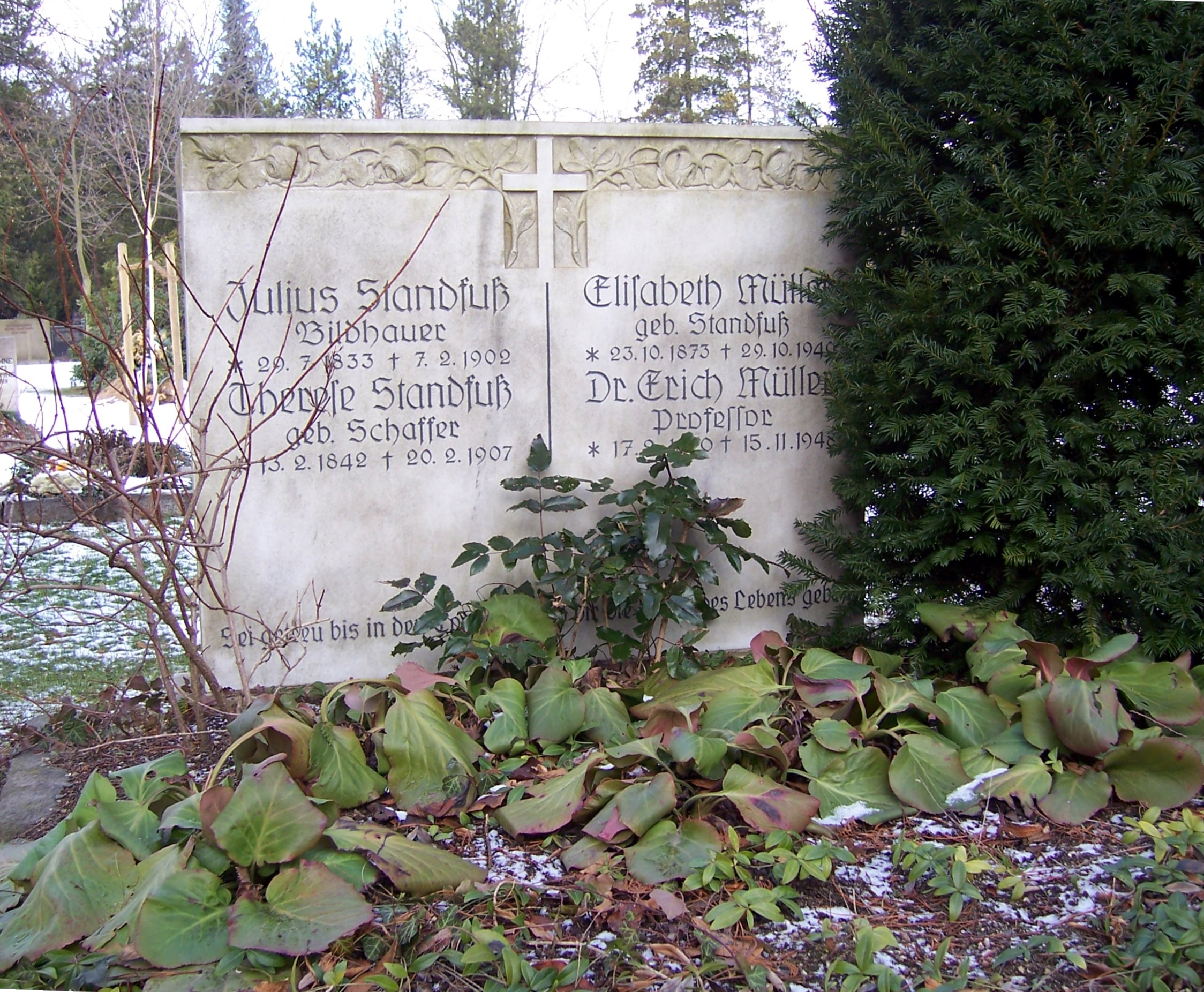
Grab Erich Müller

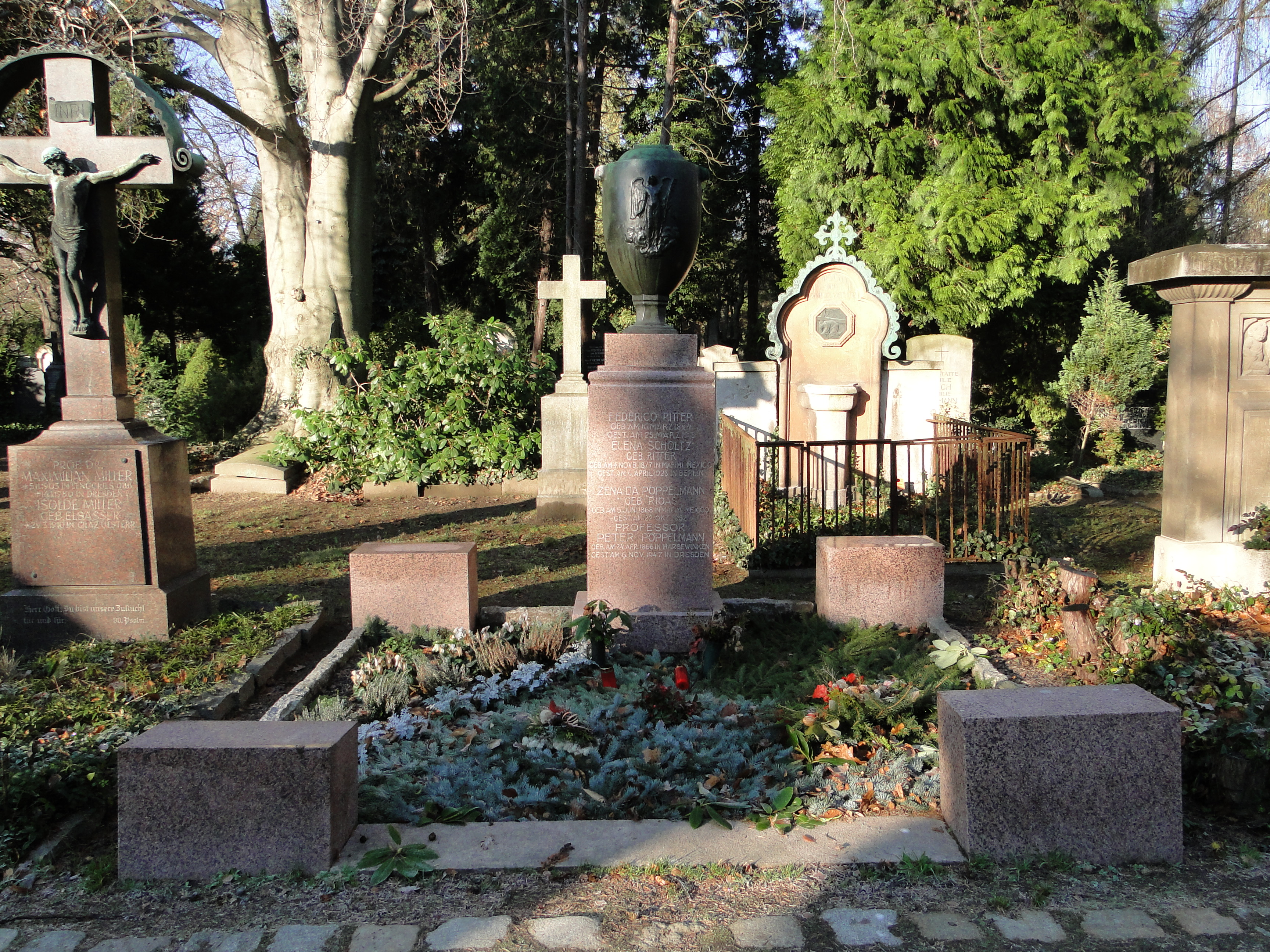
Grab Peter Pöppelmann

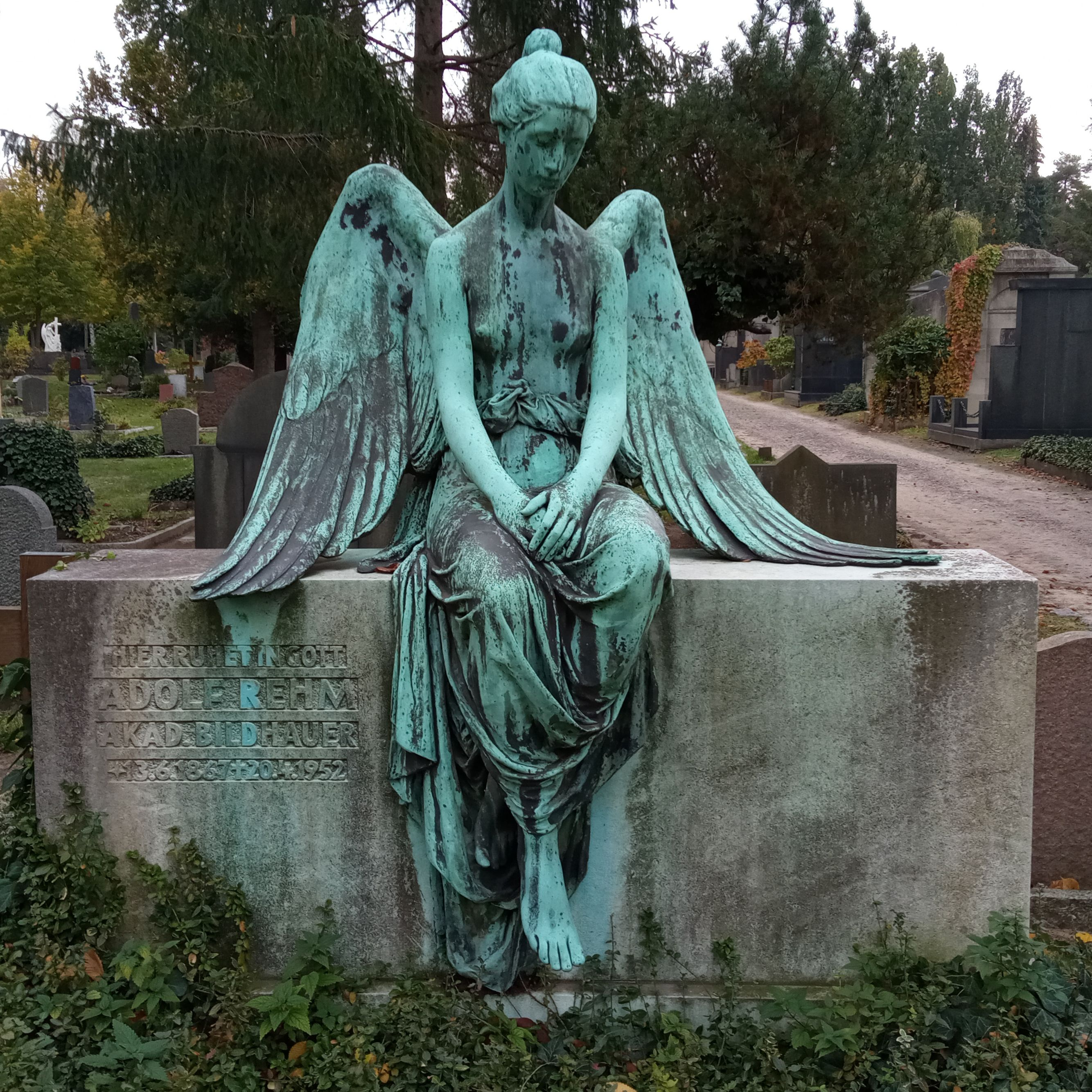
Grab Adolf Rehm

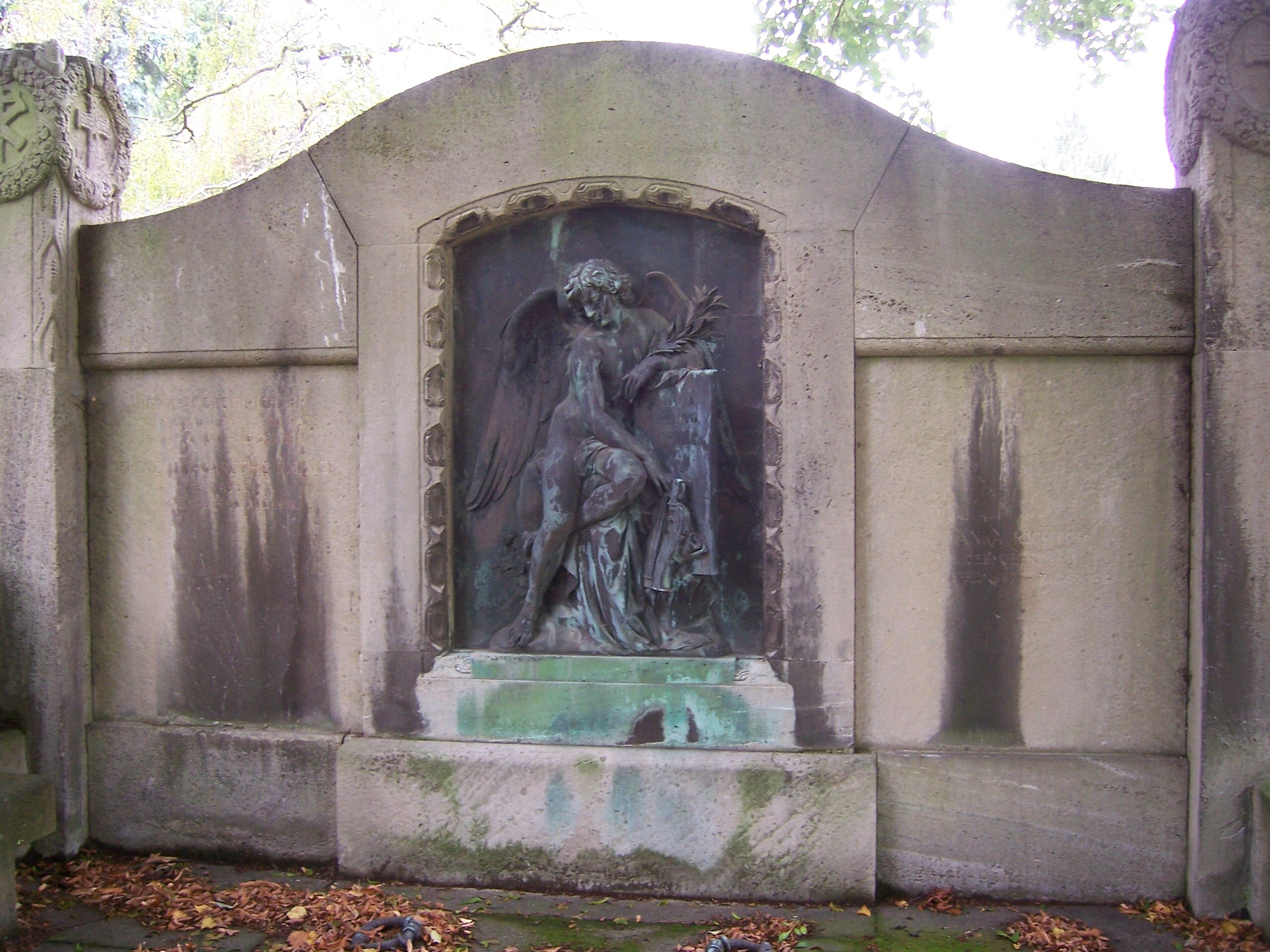
Grab Hermann August Richter

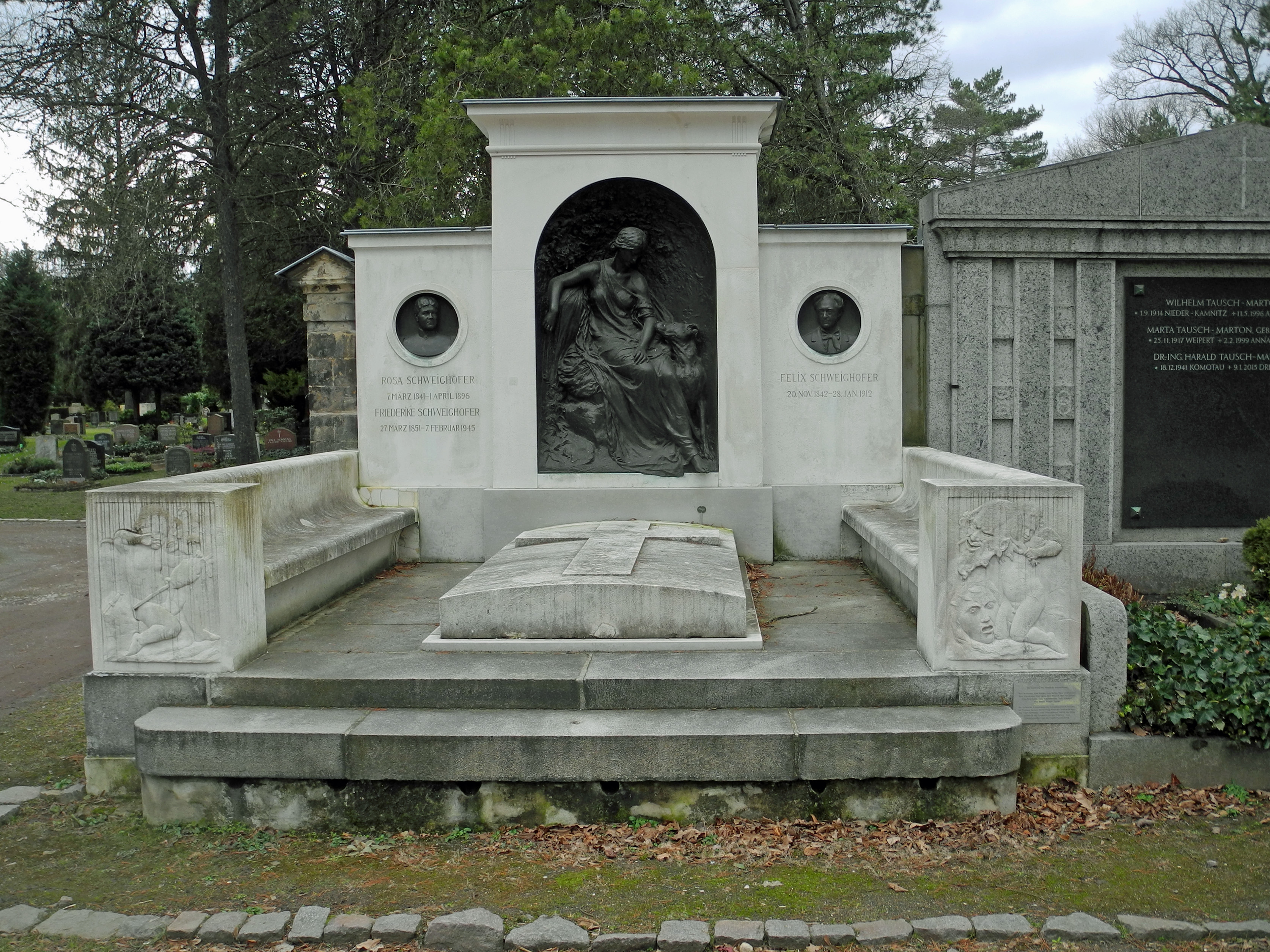
Grab Felix Schweighofer

- Sebastian Abratzky (1829–1897), Schornsteinfeger und Ersterkletterer der Festung Königstein
- Hartmuth Baldamus (1891–1917), Jagdflieger im Ersten Weltkrieg
- Charlotte Basté (1867–1928), Schauspielerin
- Alwin Bauer (1856–1928), Unternehmer und Landtagsabgeordneter
- Theodor Heinrich Bäumer (1836–1898), Bildhauer
- Grete Beier (1885–1908), letzte öffentlich hingerichtete Frau in Sachsen
- Ewald Bellingrath (1838–1903), Schiffskonstrukteur
- Georg Ernst Wilhelm Berg (1876–1946), Geologe
- Max Bertram (1849–1914), Gartenbaupädagoge
- Otto Beutler (1853–1926), Oberbürgermeister von Dresden
- Kurt Biedenkopf (1930–2021), erster Ministerpräsident des Freistaates Sachsen (1990–2002)
- Bernhard Blüher (1864–1938), ehemaliger Oberbürgermeister von Dresden
- Franz Curti (1854–1898), Komponist
- Eugen Dieterich (1840–1904), Chemiker und Pharmazeut
- Wolfgang Donsbach (1949–2015), Kommunikationswissenschaftler
- Oscar Drude (1852–1933), Botaniker
- Heinrich Epler (1846–1905), Bildhauer
- Hubert Georg Ermisch (1883–1951), Architekt
- Heinrich Ernemann (1850–1928), Unternehmer
- Carl Eschebach (1842–1905), Unternehmer
- Arnold Gaedeke (1844–1892), Historiker
- Julie Genthe (1869–1938), Bildhauerin
- Georg Gröne (1864–1935), Bildhauer
- Cornelia Gurlitt (1890–1919), Malerin
- Cornelius Gurlitt (1850–1938), Kunsthistoriker und Denkmalpfleger
- Curt Hampel (1905–1973), Nachrichtentechniker
- Ludwig Hartmann (1836–1910), Komponist
- Eberhard Hempel (1886–1967), Kunsthistoriker
- Walther Hempel (1851–1916), Chemiker
- Curt Herfurth (1880–1942), Architekt
- Kraft zu Hohenlohe-Ingelfingen (1827–1892), Militär und Schriftsteller
- Hermann Ilgen (1856–1940), Apotheker und Unternehmer, Sport- und Kunstmäzen
- Richard Adolf Jaenicke (1858–1917), deutscher Unternehmer, Gründer der Wanderer-Werke
- Alfred Jante (1908–1985), Maschinenbauer
- Georg Anton Jasmatzi (1846–1922), griechisch-deutscher Tabakfabrikant
- Franz Emil Jungmann (1846–1927), Philologe, Altphilologe und Pädagoge
- Hugo Richard Jüngst (1853–1923), Chorleiter und Komponist
- Hermann Klette (1847–1909), Bauingenieur
- Heinz Knobloch (1926–2003), Schriftsteller
- Arthur Willibald Königsheim (1816–1886), Ministerialbeamter
- Paul Koettig (1856–1933), Dresdner Polizeipräsident
- Martin Krause (1851–1920), Mathematiker
- Ernst Wolfgang Lewicki (1894–1973), Bauingenieur
- Leonidas Lewicki (1840–1907), Maschinenbauer
- Willibald Lichtenheldt (1901–1980), Ingenieur
- Hans Löscher (1881–1946), Schriftsteller
- Robert Luther (1868–1945), Chemiker
- Maximilian Messmacher (1842–1906), Architekt
- Louis Mettling (1884–1907), US-amerikanischer Radrennfahrer
- Ernst von Meyer (1847–1916), Chemiker
- Richard Möhlau (1857–1940), Chemiker
- Christian Otto Mohr (1835–1918), Ingenieur
- Alfons Mühlhofer (1907–1952), Schauspieler
- Erich Müller (1870–1948), Chemiker
- Ludwig von Müller (1854–1942), sächsischer General der Kavallerie und Generaladjutant des Königs
- Bruno Naumann zu Königsbrück (1844–1903), Unternehmer (in Mausoleum der Familie in Königsbrück umgebettet)
- Felix Martin Oberländer (1851–1915), Begründer der modernen Urologie
- Eva Plaschke-von der Osten (1881–1936), Sängerin
- Vali von der Osten (1882–1923), Sängerin
- Paul Paulsen (1882–1963), Schauspieler
- Karl Pembaur (1876–1939), Komponist
- Wilhelm Pfotenhauer (1812–1877), Oberbürgermeister von Dresden, ursprünglich auf Trinitatisfriedhof beigesetzt, 1888 umgebettet
- Peter Pöppelmann (1866–1947), Bildhauer
- Max Georg Poscharsky (1859–1899), Architekt
- Friedrich Preller der Jüngere (1838–1901), Maler
- Adolf Rehm (1867–1952), Bildhauer
- Ottomar Reichelt (1853–1911), Architekt
- Hans Richter (1882–1971), Architekt (nicht erhalten)
- Hermann August Richter (1842–1911), Architekt
- Oscar Richter (1823–1905), deutscher Kaufmann, Unternehmer in St. Petersburg
- Otto Richter (1865–1936), Kirchenmusiker
- Wilhelm Rudolph (1889–1982), Maler
- Georg Rudorf (1868–1948), Landwirtschaftsrat
- Fritz Schaarschmidt (1901–1970), Architekt
- Karl Emil Scherz (1860–1945), Architekt und Ortschronist
- Fritz Schettler (1879–1946), Zeitungsverleger (Gedenkkreuz)
- Walther Schieck (1874–1946), Politiker
- Jürgen Schieferdecker (1937–2018), Künstler
- Rudolf Schilling (1859–1933), Architekt
- Georg von Schlieben (1843–1906), Militärbevollmächtigter für das Königreich Sachsen
- Gertrud von Schlieben (1873–1939), Schriftstellerin
- Georg Alois Schmitt (1827–1902), Komponist
- Richard Ludwig Schneider (1857–1913), Direktor der Dresdner Musikschule
- Ilse Schunke (1892–1979), Einbandforscherin
- Adolf Schwarz (1855–1913), Bildhauer
- Anton Schwarz (1853–1905), Bildhauer
- Franz Schwarz (1841–1911), Bildhauer
- Wenzel Schwarz (1842–1919), Historienmaler
- Felix Schweighofer (1842–1912), Schauspieler und Sänger
- Woldemar von Seidlitz (1850–1922), Kunsthistoriker
- Uso Seifert (1852–1912), Komponist
- Bodo Senfft von Pilsach (1866–1937), deutscher Generalleutnant
- Margarethe Siems (1879–1952), Opernsängerin
- Otto Staudinger (1830–1900), Schmetterlingskundler
- August Toepler (1836–1912), Chemiker, Entwickler der  Schlierenfotografie
- Georg Treu (1843–1921), Archäologe
- Johannes Werther (1865–1936), Hautarzt
- Erich Wulffen (1862–1936), Kriminologe
- Robert Wuttke (1859–1914), Volkskundler
- Ferdinand Zunker (1886–1956), Bodenkundler